# Doskonała sprawiedliwość człowieka
Doskonała sprawiedliwość człowieka (łac. De perfectione iustitiae hominis) – dzieło Augustyna z Hippony powstałe na przełomie roku 415/416. Należy do pism polemicznych Augustyna, w których prostował błędy pelagianizmu.
Tekst jest odpowiedzią biskupa Hippony na broszurę przypisaną Celestiuszowi, uczniowi Pelagiusza. Broszura nie była dziełem Celestiusza – została sporządzona przez jego zwolenników na Sycylii – ale według Augustyna wiernie oddawała poglądy tego zwolennika doktryny pelagiańskiej. 
Główny zarzut Augustyna w dziele o Doskonałej sprawiedliwości człowieka polegał na tym, że Pelagiusz i Celestiusz błędnie twierdzili, że człowiek może osiągnąć bezgrzeszność mocą swej woli. Gdyby tak było, polemizował Augustyn, człowiek ochrzczony zawdzięczałby sam sobie swoją doskonałość, nie zaś odkupieńczej wartości krwi Chrystusowej.
Augustyn wskazał na źródło słabości ludzkich, którym jest pożądliwość. Właśnie z powodu jej istnienia, jej moralnego wpływu na przeżywanie przez człowieka doznań zmysłowych, potrzebuje on łaski Chrystusa w drodze do świętości. Człowiek nie chce by pożądliwość działała w nim, ale – przypominał Augustyn – będzie ona całkowicie pokonana dopiero w życiu przyszłym.
Autor wyjaśnił także na czym polega sprawiedliwość człowieka ochrzczonego. Dzięki łasce chrześcijanie popełniają co prawda grzechy, ale wolni są od wielkich występków. Augustyn nie używał terminów wprowadzonych później, tzn. grzech ciężki i lekki, ale o tym właśnie mówił. Tak rozumiana bezgrzeszność i dążenie do niej, wystarcza do świętości i nieskalaności Kościoła .

## Wydania polskie
- Pierwsze wydanie: Pelplin 1983.
- Drugie wydanie: Warszawa 1992.